# Batalha de Halen
A Batalha de Halen também conhecida como a Batalha dos Capacetes de Prata, (em neerlandês:  Slag der Zilveren Helmen em francês:  Bataille des casques d'argent) foi uma batalha de cavalaria no início da Primeira Guerra Mundial. Halen é uma pequena cidade comercial situada ao longo do eixo principal de avanço do exército imperial alemão, que fornecia um bom local para atravessar o rio Gete. A batalha teve lugar a 12 de Agosto de 1914 entre as forças alemãs, comandadas por Georg von der Marwitz, e as tropas belgas lideradas por Léon de Witte. O resultado dos confrontos foi uma vitória táctica belga, mas com pouco efeito no atraso da invasão da Bélgica pelos alemães.